# Marquesado de Sobroso
El marquesado de Sobroso es un título nobiliario español creado el 18 de mayo de 1625 por el rey Felipe IV a favor de García Sarmiento de Sotomayor y Luna, II conde de Salvatierra, señor de Sobroso, virrey y capitán Ggeneral de Nueva España y del Perú.
Su denominación hace referencia al «Sobroso», de donde eran señores los Sarmiento de Sotomayor, situado en la localidad de Villasobroso, perteneciente actualmente al municipio de Mondariz, provincia de Pontevedra, donde se encuentra el castillo de los marqueses de Sobroso.

## Marqueses de Sobroso
|                                 | Titular                                                  | Periodo                |
| Creación por Felipe IV          | Creación por Felipe IV                                   | Creación por Felipe IV |
| ------------------------------- | -------------------------------------------------------- | ---------------------- |
| I                               | García Sarmiento de Sotomayor y Luna                     | 1625-1659              |
| II                              | Diego Sarmiento de Sotomayor y Luna                      | 1659-¿?                |
| III                             | José Joaquín de Isasi Sarmiento                          | ¿?-1663                |
| IV                              | José Salvador Sarmiento y Sotomayor                      | 1663-1681              |
| V                               | José Francisco Sarmiento de Sotomayor y Velasco          | 1681-1725              |
| VI                              | José Manuel Sarmiento de Sotomayor y Dávila              | 1725-1725              |
| VII                             | Ana Sarmiento de Córdoba                                 | 1725-1770              |
| VIII                            | José María Fernández de Córdoba y Sarmiento de Sotomayor | 1770-1806              |
| IX                              | Juana Nepomuceno Fernández de Córdoba y Villarroel       | 1806-1808              |
| X                               | Cayetano de Silva y Fernández de Córdoba                 | 1808-1861              |
| XI                              | Agustín de Silva y Bernuy                                | 1861-1872              |
| Rehabilitación por Alfonso XIII |                                                          |                        |
| XII                             | María Rosa Vázquez y Silva                               | 1926-1968              |
| XIII                            | Pedro Caro y Vázquez                                     | 1970-2023              |
| XIV                             | María Inmaculada Caro Carvajal                           | 2024-                  |

## Historia de los marqueses de Sobroso

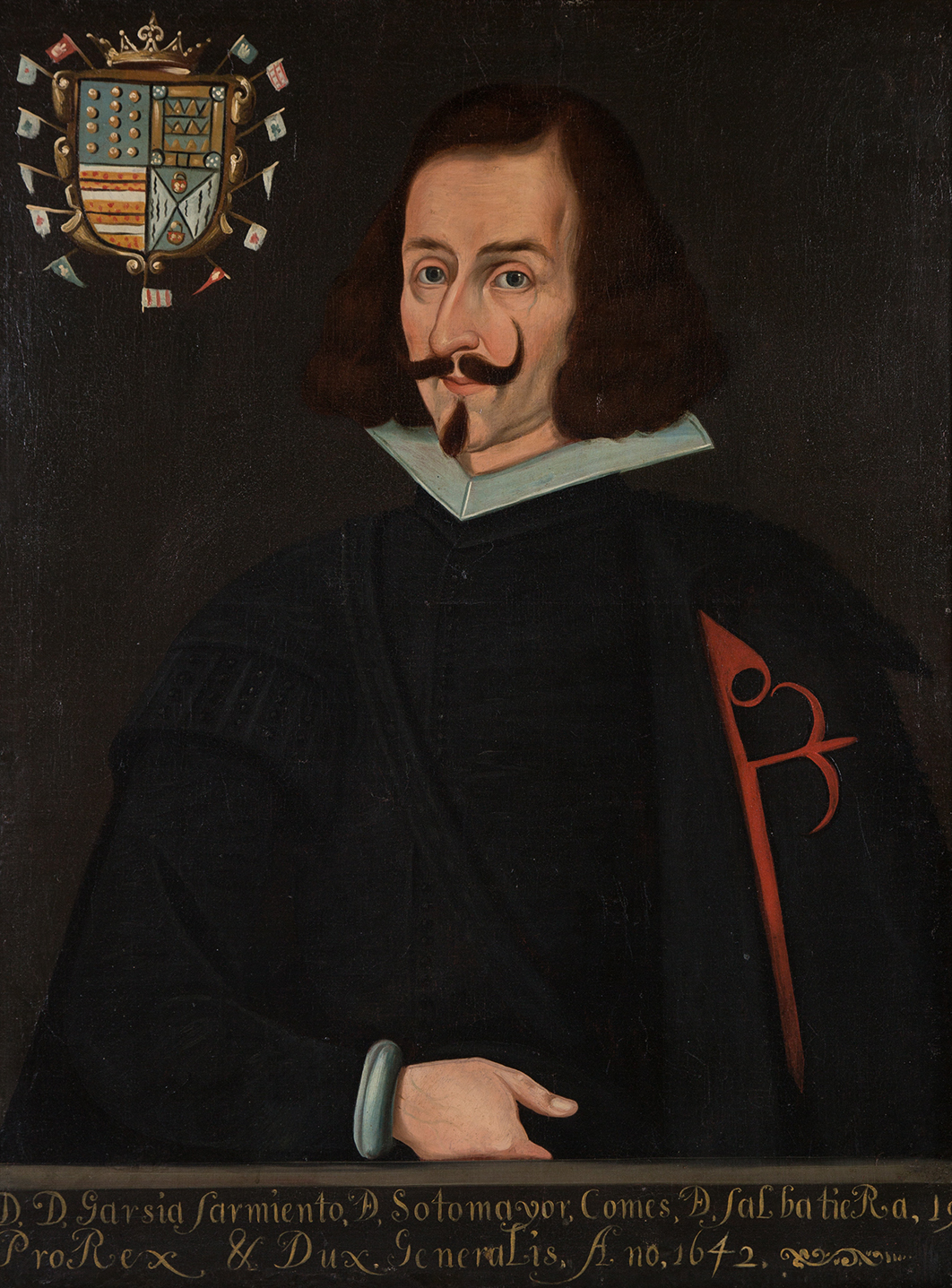
García Sarmiento de Sotomayor, I marqués de Sobroso

- García Sarmiento de Sotomayor y Luna (m. 25 de junio de 1659), I marqués de Sobroso,[2] II conde de Salvatierra,[3] virrey de Nueva España (1642-1648) y del Perú. Era hijo de Diego Sarmiento de Sotomayor, I conde de Salvatierra y de Leonor de Luna y Enríquez de Almansa.[2]

Casó con Antonia de Acuña, IV marquesa de Vallecerrato.  Sin descendientes, le sucedió su hermano:
- Diego Sarmiento de Sotomayor y Luna (Salvatierra, 2 de febrero de 1602-Madrid, 23 de abril de 1675),[4] II marqués de Sobroso[2] III conde de Salvatierra,[3] caballero de la Orden de Calatrava, gentilhombre de la boca de Felipe IV y gentilhombre de Cámara del cardenal infante Fernando de Austria.[5]

Casó, en Éibar, el 24 de agosto de 1635, con Juana de Isasi Idiáquez (1616-1645), hija de Juan López de Isasi e Idiáquez (1581-1647), I conde de Pie de Concha, y de María Ana Bonifaz y Ladrón de Guevara. Le sucedió su hijo:
- José Joaquín de Isasi Sarmiento (baut. San Sebastián, 10 de octubre de 1641-1663), III marqués de Sobroso[7] y II conde de Pie de Concha.[8] Al fallecer antes que su padre, no heredó el título de conde de Salvatierra.

Casó, en Madrid, el 19 de junio de 1661, con Francisca Melchora de Zúñiga Dávila y Guzmán, hija de Diego de Zúñiga Sotomayor, comendador de Paracuellos en la Orden de Santiago y gentilhombre de cámara del rey, y de su esposa, Leonor Dávila y Messía, VII marquesa de Loriana y II marquesa de la Puebla de San Bartolomé. Después de enviudar, Francisca Melchora contrajo un segundo matrimonio con Francisco Ximénez de Urrea, IV marqués de Ariza. Sucedió su hijo:
- José Salvador Sarmiento de Sotomayor Isasi (San Sebastián, 8 de junio de 1662-Madrid, 13 de mayo de 1681),[11] IV marqués de Sobroso,[12] IV conde de Salvatierra[3] y III conde de Pie de Concha.

Casó, el 18 de agosto de 1676, con María Victoria de Velasco y Guzmán (Jódar, 12 de abril de 1664-Mondéjar, 10 de octubre de 1731), hija de Francisco Fernández de Velasco y Guzmán, hijo del VI duque de Frías, y de María Catalina de Carvajal Enríquez y Sarmiento, IV marquesa de Jódar. Le sucedió su hijo:
- José Francisco Sarmiento de Sotomayor y Velasco (Madrid, 12 de agosto de 1681-Madrid, 21 de diciembre de 1725), V marqués de Sobroso,[15] V conde de Salvatierra[3] y IV conde de Pie de Concha.[16]

Casó, en Madrid, el 23 de febrero de 1702, con María Leonor Dávila Zúñiga y Messía 1684-1749), X marquesa de Loriana, hija de Francisco Melchor Dávila Zúñiga y Messía de Ovando, VIII marqués de Loriana y III marqués de la Puebla de Ovando, y de su segunda esposa, Luisa de Zúñiga y Dávila, VI marquesa de Baides. Sucedió, por cesión su hijo:
- José Manuel Sarmiento de Sotomayor y Dávila (Madrid, 17 de diciembre de 1704-10 de marzo de 1725), VI marqués de Sobroso.[15][19]

Casó, en Madrid, el 31 de marzo de 1724, con Ana María Fernández de Córdoba-Figueroa (1702-1738), hija de Antonio Fernández de Córdoba-Figueroa y Fernández de Córdoba, hijo segundogénito de los marqueses de Priego y duques de Feria, de Catalina de Guzmán Portocarrero y de la Cerda, condesa de Teba y marquesa de Ardales. Sucedió su hija:

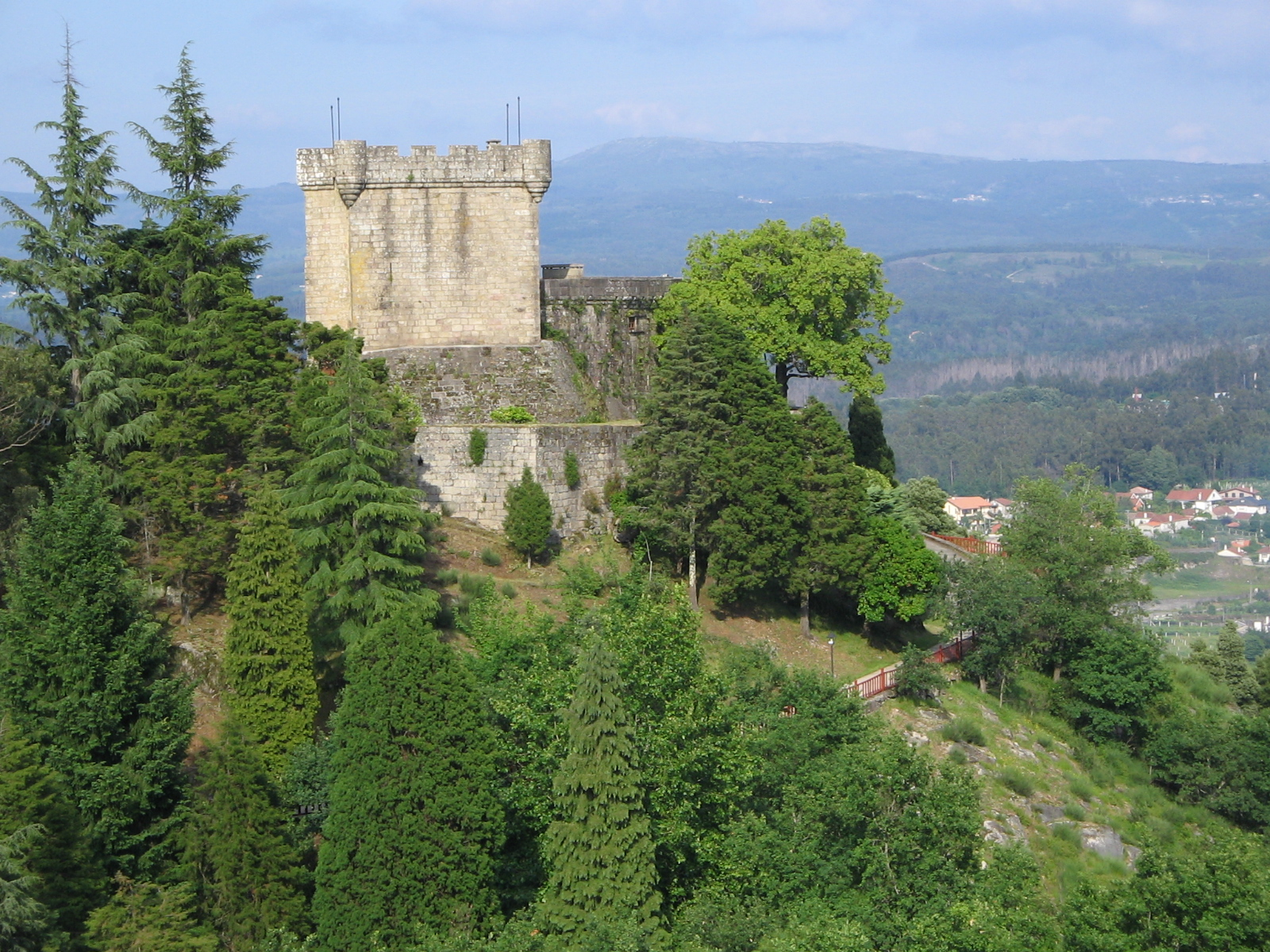
Castillo de Sobroso, en Mondariz (Pontevedra)

- Ana María Sarmiento de Sotomayor y Fernández de Córdoba (20 de mayo de 1725-18 de febrero de 1770), VII marquesa de Sobroso,[15] VI condesa de Salvatierrra, grande de España,[3] IX marquesa de Loriana,[15]  VIII marquesa de Baides, VI marquesa de la Puebla de Ovando, IV marquesa de Valero, XII condesa de Pedrosa y VIII marquesa de Jódar.[15]

Casó el 24 de junio de 1739, en Madrid, con su primo segundo, Juan de Mata Vicente Fernández de Córdoba-Figueroa y Spínola, hijo de Nicolás Fernández de Córdoba y de la Cerda, X duque de Medinaceli, IX duque de Feria, VII marqués de Montalbán, etc., y de Gerónima Spínola de la Cerda. Le sucedió su hijo:
- José María Fernández de Córdoba-Figueroa y Sarmiento de Sotomayor (Madrid, 23 de noviembre de 1747-12 de junio de 1806), VIII marqués de Sobroso,[15] VII conde de Salvatierra, grande de España,[21] X marqués de Loriana,[15] IX marqués de Baides, VII marqués de la Puebla de Ovando, V marqués de Valero, IX marqués de Jódar, y XIII conde de Pedrosa.[15]

Casó en primeras nupcias el 2 de octubre de 1768 con Sinforosa González de Castejón y Silva (m. 1773), hija de Martín Manuel de Castejón y Dávila, III marqués de Velamazán, V marqués de Gramosa, conde de Coruña, vizconde de las Vegas de Matute, y de Fernanda de Silva. Casó en segundas, el 9 de febrero de 1774, con María Antonia Fernández de Villarroel y Villacís, VI marquesa de San Vicente del Barco, hija de Pedro Antonio Fernández de Villarroel y Fernández de Córdoba, V marqués de San Vicente del Barco, IV marqués de Fuentehoyuelo, vizconde de Villatoquite, y de Micaela de Villacís y de la Cueva, hija de Ignacio Manuel de Villacís y Manrique de Lara, V conde de las Amayuelas, IV conde de Peñaflor de Argamasilla. Sucedió su hija del segundo matrimonio:
- Juana Nepomucena Fernández de Córdoba Villarroel y Spínola de la Cerda (Madrid, 6 de agosto de 1785-Madrid, 25 de mayo de 1808), IX marquesa de Sobroso,[15] VIII condesa de Salvatierra, grande de España,[21] XI marquesa de Loriana,[15] X marquesa de Baides, VIII marquesa de la Puebla de Ovando, VI marquesa de Valero, X marquesa de Jódar y XIV condesa de Pedrosa.[15]

Casó con José Rafael Fadrique de Silva Fernández de Híjar y Palafox (1776-1863), V marqués de Rupit, XII duque de Aliaga, XII duque de Híjar, etc. Sucedió su hijo:
- Cayetano de Silva y Fernández de Córdoba (Madrid, 8 de noviembre de 1805-Perpiñán, 25 de enero de 1865),  X marqués de Sobroso,[22] IX conde de Salvatierra, grande de España,[21] XII marqués de Loriana,[22], XIII duque de Híjar, XVII duque de Lécera, XV conde de Aranda, XXII conde de Belchite, XVII conde de Salinas, XIX conde de Ribadeo, X marqués de las Torres, X marqués de Vilanant, XI marqués de Almenara,  IX marqués de Orani, IX conde de Salvatierra, XI marqués de Baides, XI marqués de Jódar, IX marqués de la Puebla de Ovando,VII marqués de Valero, XIV y último conde de Pedrosa, VII marqués de San Vicente del Barco, VII marqués de Fuentehoyuelo, VIII marqués de Ciadoncha, X y último señor de Villaviudas, caballero de la Orden de Santiago, caballero de la Orden de Carlos III, maestrante de Sevilla y gentilhombre de cámara del rey.[22]

Casó el 11 de enero de 1826, en Madrid, con María de la Soledad Bernuy y Valda. Le sucedió en 1861, por cesión, su hijo:
- Agustín de Silva y Bernuy  (Madrid, 10 de mayo de 1822-Madrid, 17 de nayo de 1872), XI marqués de Sobroso,[23][24] X conde de Salvatierra,[21]  VIII marqués de Valero, XIII conde de Belchite, XVIII conde de Salinas, XX conde de Ribadeo, VIII marqués de San Vicente del Barco, grande de España, XIV duque de Híjar, grande de España,[25] X marqués de Orani, XIII marqués de Almenara, VII marqués de Fuentehoyuelo, IX marqués de las Torres, IX duque de Bournonville, grande de España, IX marqués de Rubit, caballero de la Orden de Santiago y maestrante de Sevilla.[24]

Casó, en Madrid, el 5 de enero de 1852, con su tía, Luisa Fernández de Córdoba, hija de Francisco de Paula Fernández de Córdoba y Lasso de la Vega, XIX conde de la Puebla del Maestre, y de Manuela de la Vega de Aragón y Nin de Zatrillas, marquesa de Peñafuerte. Sin descendencia.
Rehabilitado en 1926 por
- María Rosa Vázquez y de Silva (Madrid 15 de mayo de 1907-Madrid, 20 de diciembre de 1968), XII marquesa de Sobroso.[26][27] Era hija de Luis Vázquez y Chavarri (1887-1928) y de su esposa, María Teresa de Silva y Cavero, XII marquesa de Orani.[26]

Casó, en San Sebastián, el 29 de julio de 1963, con Pedro Caro y Guillamas, hijo de los marqueses de Villamayor. Le sucedió, en 1974, su hijo:
- Pedro Caro y Vázquez (21 de enero de 1936-2023), XIII marqués de Sobroso.[28][29]

Casó en primeras nupcias, en Málaga, el 17 de abril de 1963, con María del Carmen Carvajal y Salas, XVII marquesa de Cenete. Contrajo un segundo matrimonio con María Elisabeth Dinkhauser. Le sucedió su hija:
- María Inmaculada Caro Carvajal, XIV marquesa de Sobroso.[30]